# 베켄헤드 유나이티드 AFC
베켄헤드 유나이티드 AFC(Birkenhead United Association Football Club)는 뉴질랜드 오클랜드에 있는 베켄 헤드에 연고를 둔 아마추어 축구단이다. 구단은 현재 노던 리그에 참가하고 있다.

## 클럽 역사
이 클럽은 1960년에 구단이 설립되었고 1963년에 베크데일과 합병하여 현재의 이름으로 구단 이름이 정해졌다.

## 현재
1965년부터 구단은 주로 북부 리그의 디비전 1 또는 디비전 2에서 뛰었지만 1968년과 1970년에 두 번이나 프리미어 디비전으로의 진출 후 바로 그 해에 다시 강등되었다. 또한 1970년 채텀 컵에서 초반 최고의 경기를 펼쳤지만, 5라운드에 진출한 후 이든에게 1–4로 패했다.
2010년대에 들어서는 좋은 성과들을 거두기 시작했으며 2013년에 다시 프리미어 디비전 만든 이후 강등되지 않고 계속 그곳에 머물러 있다. 2013년, 2014년, 2016년, 2017년에 4번이나 리그 우승을 아쉽게 놓쳤다 또한 2012년과 2013년에 채텀 컵 8강에 진출하였으며. 2015년에는 준결승, 2016년에는 마침내 지역 라이벌 와이타케레 시티를 이기고 컵 우승을 차지했다. 그리고 3년만인 2018년에 두 번째로 컵을 들었다.
2021년에 클럽은 넬슨 서베브스 FC와 함께 스코티시 프리미어십의 세인트 미렌 FC와 파트너십을 맺었다.